# 姜绍谆
姜绍谆（1919年—？），男，浙江江山人，中国微生物学与免疫学家，曾任中国人民解放军第四军医大学教授、博士生导师。